# Black Boy
Cet article concerne un roman autobiographique. Pour la plante australienne, voir Xanthorrhoea.
Black Boy est un roman autobiographique de l'auteur noir américain Richard Wright, publié en 1945.
Avec le roman Native Son, écrit en 1940, Black Boy est l'un des premiers romans écrits par un afro-américain sur ses conditions de vie. C'est pourquoi l'on considère souvent que son auteur a ouvert la voie aux autres écrivains noirs.

## Histoire de la publication
Il existe une suite à ce livre nous racontant l'enfance dans le Sud de son auteur ; il s'agit du livre Une faim d'égalité dans lequel Richard Wright nous parle de sa jeunesse à Chicago dans les années 1930.
Richard Wright voulait à l'origine faire paraître l'ensemble des deux parties de son autobiographie sous le titre de American Hunger. Finalement les deux parties furent séparées et tandis que la première était éditée en totalité sous le titre de Black Boy, des passages de la seconde, qui aurait dû s'intituler The Horror and the Glory, paraissaient dans diverses publications au cours des années 1940.

## Traduction en français
En France, l'édition complète de ce deuxième volet a été publiée aux Éditions Gallimard, en 1979, sous le titre Une faim d'égalité, dans une traduction française de Andrée R. Picard, agrémentée d'une postface de Michel Fabre.

## Personnages
- Richard Wright : le narrateur ; il raconte son enfance et son adolescence dans le Sud des États-Unis.
- Mr Wright : son père facteur et alcoolique qui quitte la maison pour une autre femme lorsque Richard est encore enfant.
- Mme Wright : sa mère, qui élève seule ses deux fils après le départ de son mari. Elle est même contrainte de laisser Richard et son frère quelques mois dans un orphelinat. Ils vivent un temps à West Helena avec tante Maggie. Elle tombe ensuite gravement malade, et retourne à Jackson chez la grand-mère.
- le petit frère : il part vivre dans le Nord chez une de ses tantes. Il y vit heureux, et rejoint Richard à Memphis, avant de partir dans le Nord avec lui. On ne connaît pas son prénom.
- la grand-mère et le grand-père maternels : deux personnes autoritaires qui hébergent Richard et sa mère lorsque celle-ci tombe gravement malade. Ils ont neuf enfants, dont la mère de Richard. Sa grand-mère, très pieuse, cherche par tout moyen à convaincre Richard de rejoindre son Église (adventiste). Le grand-père est un ancien combattant de la guerre de Sécession dont la pension ne fut pas payée à la suite d'une erreur administrative lors de sa démobilisation; il garda toujours son fusil chargé chez lui, persuadé que la guerre recommencerait.
- Tante Addie : enseignante autoritaire et dévote. Elle quitte l'Alabama, où elle a suivi une instruction religieuse à l'école des Adventistes du Septième Jour de Huntsville, pour vivre à Jackson. Richard et elle cohabitent dès lors chez sa grand-mère, où leurs relations se dégradent très rapidement, à la suite d'une violente dispute.
- Oncle Tom : instituteur à la retraite devenu rempailleur de chaises. Lorsqu'il vient vivre à Jackson avec sa famille, une violente dispute l'oppose à Richard.
- Tante Maggie : elle perd son mari, assassiné par des Blancs pour récupérer son affaire (un bar-restaurant) plutôt prospère. Richard, sa mère et son frère vivent un temps ensemble, avant qu'elle ne parte vivre à Detroit avec un homme, dont les activités sont décrites comme peut-être criminelles, où elle accueillera plus tard le frère de Richard. Elle revient vivre avec eux à Memphis, et part également avec eux pour le Nord.
- Oncle Clark : il vit à Greenwood dans le Mississippi. Il héberge quelque temps Richard lorsque sa mère tombe gravement malade. Il en partira lorsqu'il apprendra que le lit dans lequel il dort a appartenu à un enfant mort, ce qui lui fit faire des cauchemars.

## Éditions
- (en) Black Boy, HarperCollins, 1945
- Black Boy, traduction de Marcel Duhamel et Andrée R. Picard, Gallimard, 1947